# Martin Hess (Politiker)
Martin Alexander Hess (* 11. Januar 1971 in Hechingen) ist ein deutscher Politiker (AfD) und seit 2017 Mitglied des Deutschen Bundestages. Er ist seit Mai 2025 Mitglied im Innenausschuss und war davor stellvertretender innenpolitischer Sprecher seiner Fraktion. Er ist stellvertretender Landesvorsitzender der AfD Baden-Württemberg.

## Persönlicher Werdegang
Hess wuchs in Hechingen im Zollernalbkreis auf.
Er absolvierte nach dem Abitur ab 1990 eine Ausbildung bei der Landespolizei Baden-Württemberg. Von 1993 bis 2010 verrichtete er für diese seinen Dienst in verschiedenen Positionen im operativen Bereich. Parallel absolvierte er von 2001 bis 2004 ein Studium zum Diplom-Verwaltungswirt (FH) Polizei. Ab 2010 arbeitete er als Dozent in der Aus- und Fortbildung von Polizeibeamten, zuletzt ab 2014 am Böblinger Institut für Fortbildung der Hochschule für Polizei Baden-Württemberg. Zur Wahrnehmung seines Bundestagsmandats wurde er hier 2017 außer Dienst gestellt.

## Politische Laufbahn

### Partei
Martin Hess trat im April 2013 in die AfD ein. In einem Interview mit der Stuttgarter Zeitung gab er als Grund hierfür an, dass er den Umgang der Staaten der Eurozone mit den durch die Eurokrise in Not geratenen Ländern abgelehnt habe und stattdessen die Einhaltung der Nichtbeistands-Klausel bevorzugt hätte.
In der AfD hatte Hess zunächst auf Orts- und Kreisebene verschiedene Ämter inne. Von März 2017 bis Februar 2019 war er stellvertretender Sprecher der AfD Baden-Württemberg. Hess gehört neben weiteren AfD-Bundestagsabgeordneten und Bundesvorstandsmitgliedern einer im September 2018 gebildeten AfD-Arbeitsgruppe an, die Strategien entwickeln soll, um eine Beobachtung der Partei oder einzelner Mitglieder und Gruppierungen durch die Verfassungsschutzämter abzuwenden.
Hess kandidierte bei der Wahl zum Landesvorsitzenden der AfD Baden-Württemberg im Februar 2019, unterlag aber seinem Kontrahenten Dirk Spaniel mit 341 zu 371 Stimmen. Kurz vor dem Wahlparteitag wurde in einer anonym versandten E-Mail an den parteiinternen Mitgliederverteiler darüber spekuliert, ob Hess vom Verfassungsschutz in die Partei „eingeschleust“ worden sei. Hess sagte der dpa, diese „unwahre(n) und rufschädigende(n) Behauptungen“ hätten maßgeblich zu seiner Niederlage beigetragen und er habe rechtliche Schritte gegen den Urheber veranlasst. Der AfD-Landesvorstand kündigte eine Strafanzeige an.
Bei der Wahl zum Landesvorsitzenden im Jahr 2022 gewann Hess im entscheidenden zweiten Wahlgang mit 282 zu 279 Stimmen gegen Spaniel. Hess erreichte jedoch nicht das erforderliche Quorum. Daraufhin bot Hess seinen Rückzug von der Wahl an und forderte seinen Kontrahenten ebenfalls dazu auf. Spaniel schlug hingegen eine Doppelspitze mit Hess vor, was allerdings von den Mitgliedern abgelehnt wurde. Die Partei wählte schließlich Markus Frohnmaier und Emil Sänze zu Landesvorsitzenden.

### Deutscher Bundestag
Hess wurde im November 2016 von der AfD Baden-Württemberg für die Bundestagswahl 2017 auf Listenplatz 7 der Landesliste gewählt und trat als Direktkandidat im Bundestagswahlkreis Ludwigsburg an. Hess hätte im Wahlkreis Neckar-Zaber antreten können; da dieser laut Hess mit Marc Jongen besetzt war, wechselte Hess in den Wahlkreis Ludwigsburg. Bei der Wahl war Hess der einzige Direktkandidat der AfD in Baden-Württemberg, der in seinem Wahlkreis mehr Erststimmen erhielt als die AfD Zweitstimmen in diesem Wahlkreis. Im 19. Deutschen Bundestag gehörte Hess als ordentliches Mitglied dem Ausschuss für Inneres und Heimat an; er war zudem stellvertretendes Mitglied im Verteidigungsausschuss. Nach der Bundestagswahl 2021 zog er über Platz 2 der Landesliste in den 20. Bundestag ein. Im Dezember 2021 nominierte die AfD ihn als Vorsitzenden des Bundestagsausschuss für Inneres und Heimat. Bei der geheimen Wahl am 15. Dezember 2021 stimmten 6 für und 40 gegen ihn.
Am 23. Juni 2022 stimmte der 20. Bundestag über den Vorschlag der AfD-Fraktion (20/2059) ab, Hess zu einem Mitglied des Parlamentarischen Kontrollgremiums zu wählen. Hess erhielt 90 Ja-Stimmen und 545 Nein-Stimmen. Eine für den 9. September 2022 vorgesehene Abstimmung des Bundestages wurde von der Tagesordnung abgesetzt.
Bei der Bundestagswahl 2025 wurde Hess erneut über die Landesliste gewählt. Im 21. Deutschen Bundestag ist er Mitglied in folgenden Ausschüssen:
- Ordentliches Mitglied und Obmann seiner Partei im Innenausschuss
- Stellvertretendes Mitglied im Verteidigungsausschuss

## Positionen

### Grenzkontrollen
Hess sagte 2019, er halte die Grenzpolitik der EU seit dem Beginn der Flüchtlingskrise in Europa ab 2015 für die Hauptursache einer Verschlechterung der Sicherheitslage. Zufrieden zeigte er sich 2017 zwar, dass die Bundesregierung die Flüchtlingspolitik inzwischen restriktiver als noch 2015 handhabe. Gleichwohl sprach sich Hess 2018 für weitere Verschärfungen aus: Er forderte, die Grenzübergänge wieder dauerhaft zu kontrollieren und Personen ohne Einreiselegitimation zurückzuweisen. Zudem setzt sich Hess dafür ein, Geldleistungen für Asylbewerber durch Sachleistungen zu ersetzen. Weiterhin bemängelte er 2017 die Aussetzung der Drittstaatenregelung im Zuge der Flüchtlingskrise.

### Gefährdergewahrsam
Hess forderte mehrmals, islamistische „Gefährder“ schneller abzuschieben und bis zur Abschiebung in Gewahrsam zu nehmen. Er behauptete, anders lasse sich die Sicherheit der Bevölkerung in Deutschland nicht gewährleisten; die Sicherheitsbehörden könnten Gefährder nicht lückenlos überwachen.

### Linksextremismus
Hess plädierte (unter anderem Anfang 2020) für einen „antiextremistischen Grundkonsens in Politik und Gesellschaft“, der extremistische Strömungen aller Richtungen ablehnt und auch keine linksextremen Aktivitäten duldet. Hess beantragte 2019 im Bundestag, das vom Verfassungsschutz beobachtete Internetportal Indymedia zu verbieten. Er forderte ein Verbot der Interventionistischen Linken. Er warnte nach gewalttätigen Zusammenstößen von Linksautonomen mit der Polizei in Connewitz am Neujahrstag 2020 vor einer Verharmlosung des Linksextremismus.

### Waffengesetz
Hess sprach sich 2020 im Bundestag dagegen aus, Messerverbotszonen einzurichten und das Waffenrecht zu verschärfen. Er bezeichnete solche Maßnahmen zur Bekämpfung von Waffenmissbrauch als „politische(n) Aktionismus“, da er befürchtete, potenzielle Täter hielten sich ohnehin nicht an entsprechende Gesetze.

## Privates
Hess lebt in Bietigheim-Bissingen, ist konfessionslos, ledig und hat einen Sohn.